# Macrosporofillo

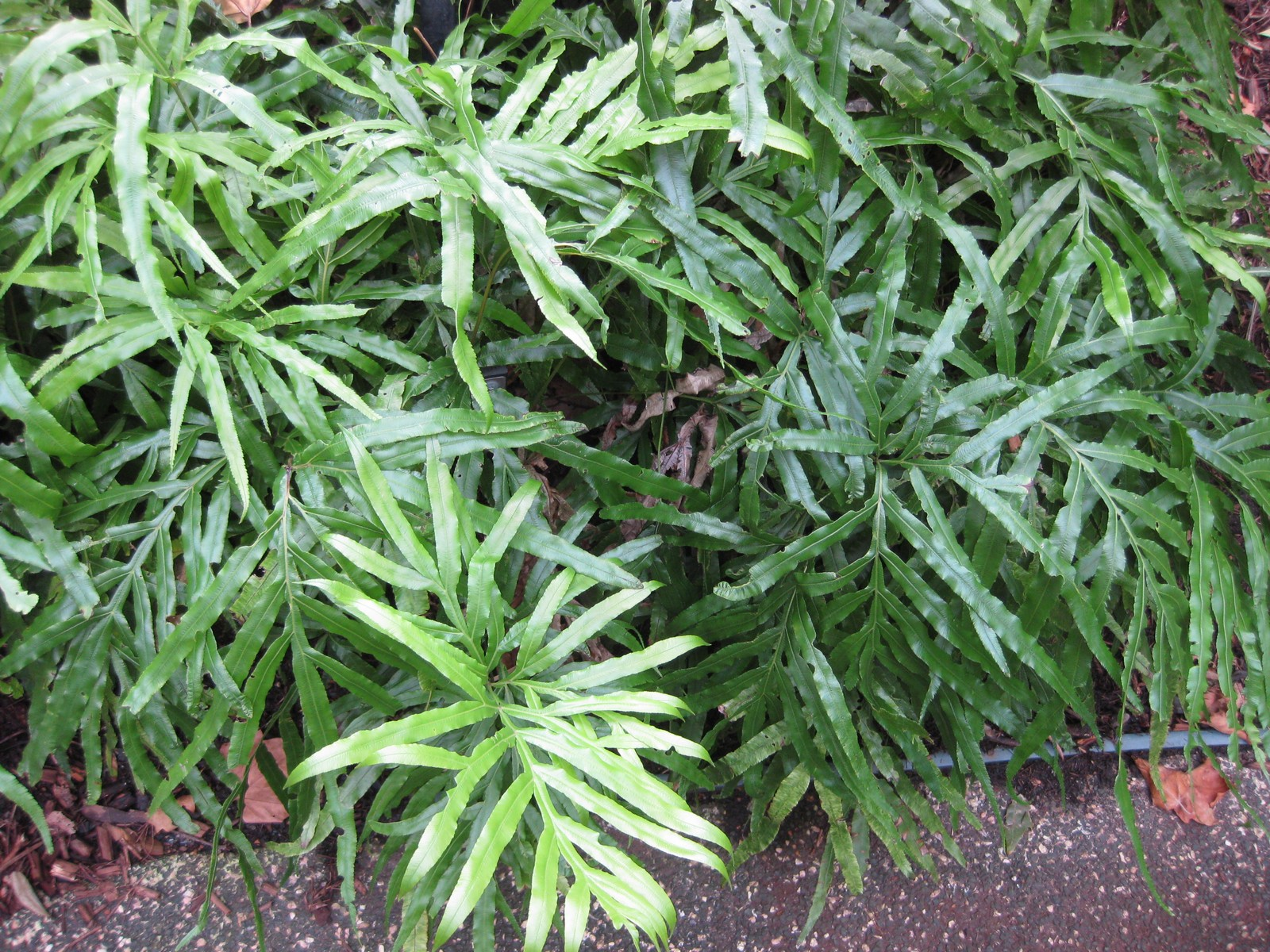
Macrosporofillo in una felce del genere Pteris

Il termine macrosporofillo (o megasporofillo) fa riferimento ad una parte della struttura riproduttiva delle piante ed in particolare degli organi femminili. 
Si tratta delle speciali foglie modificate che portano gli ovuli dette anche per questo motivo "foglie fertili" .
Nelle  Gimnosperme i macrosporofilli possono essere isolati o riuniti in strobili come nel caso delle squame delle pigne. In questo gruppo di piante gli ovuli sono esposti all’aria nella fase di recettività per il polline e quindi il macrosporofillo non racchiude l'ovulo ma piuttosto lo porta.
Nelle Angiosperme i macrosporofilli sono rappresentati dai carpelli, ovvero le foglie modificate che formano l'ovario e che si trasformeranno in frutto. 